# Ilie Balaci
Ilie Balaci (ur. 13 września 1956 w Bistreţ, zm. 21 października 2018 w Krajowej) – rumuński piłkarz grający na pozycji pomocnika. W swojej karierze rozegrał 69 meczów w reprezentacji Rumunii i strzelił w nich 8 goli.

## Kariera klubowa
Karierę piłkarską Balaci rozpoczął w klubie CS Universitatea Craiova. W 1973 roku awansował do kadry pierwszego zespołu. 12 sierpnia 1973 zadebiutował w pierwszej lidze rumuńskiej w zremisowanym 1:1 wyjazdowym meczu z Jiulem Petroșani. W debiutanckim sezonie wywalczył z Universitateą tytuł mistrza Rumunii. Po tytuł mistrzowski sięgał również w sezonach 1979/1980 i 1980/1981, a w sezonach 1981/1982 i 1982/1983 zostawał wicemistrzem kraju. Wraz z Universitateą czterokrotnie zdobył Puchar Rumunii w latach 1977, 1978, 1981 i 1983. W Universitatei, w której rozegrał 285 meczów i strzelił 76 goli, grał do końca 1984 roku.
Na początku 1985 roku Balaci przeszedł z Universitatei do klubu FC Olt Scornicești. Po półtora roku gry w nim przeniósł się do Dinama Bukareszt. Zarówno w sezonie 1986/1987, jak i sezonie 1987/1988 wywalczył z Dinamem wicemistrzostwa Rumunii. W 1988 roku zakończył karierę piłkarską.
| Sezon   | Klub                     | Kraj    | Rozgrywki | Mecze | Bramki |
| ------- | ------------------------ | ------- | --------- | ----- | ------ |
| 1973/74 | CS Universitatea Craiova | Rumunia | Divizia A | 27    | 3      |
| 1974/75 | CS Universitatea Craiova | Rumunia | Divizia A | 29    | 7      |
| 1975/76 | CS Universitatea Craiova | Rumunia | Divizia A | 27    | 3      |
| 1976/77 | CS Universitatea Craiova | Rumunia | Divizia A | 32    | 12     |
| 1977/78 | CS Universitatea Craiova | Rumunia | Divizia A | 28    | 12     |
| 1978/79 | CS Universitatea Craiova | Rumunia | Divizia A | 17    | 0      |
| 1979/80 | CS Universitatea Craiova | Rumunia | Divizia A | 29    | 6      |
| 1980/81 | CS Universitatea Craiova | Rumunia | Divizia A | 29    | 12     |
| 1981/82 | CS Universitatea Craiova | Rumunia | Divizia A | 31    | 10     |
| 1982/83 | CS Universitatea Craiova | Rumunia | Divizia A | 27    | 10     |
| 1983/84 | CS Universitatea Craiova | Rumunia | Divizia A | 4     | 0      |
| 1984/85 | CS Universitatea Craiova | Rumunia | Divizia A | 5     | 1      |
| 1984/85 | FC Olt Scornicești       | Rumunia | Divizia A | 13    | 3      |
| 1985/86 | FC Olt Scornicești       | Rumunia | Divizia A | 17    | 4      |
| 1986/87 | Dinamo Bukareszt         | Rumunia | Divizia A | 26    | 1      |
| 1987/88 | Dinamo Bukareszt         | Rumunia | Divizia A | 6     | 0      |

## Kariera reprezentacyjna
W reprezentacji Rumunii Balaci zadebiutował 23 marca 1974 roku w przegranym 0:1 towarzyskim meczu z Francją, rozegranym w Paryżu. W swojej karierze grał w: eliminacjach do Euro 76, MŚ 1978, Euro 80, MŚ 1982, Euro 84, MŚ 1986 i Euro 88. Od 1974 do 1986 roku rozegrał w kadrze narodowej 69 meczów, w których strzelił 8 goli.

## Kariera trenerska
Po zakończeniu kariery piłkarskiej Balaci został trenerem. W latach 1988–1991 pracował w Rumunii, w klubach Pandurii Târgu Jiu i Drobeta Turnu-Severin. Następnie na sezon 1991/1992 trafił do tunezyjskiego Club Africain Tunis, z którym wywalczył mistrzostwo Tunezji, Puchar Tunezji i Klubowe Mistrzostwo Afro-Azjatyckie.
W latach 1992–1994 Balaci pracował w marokańskim Olympique Casablanca. Dwukrotnie doprowadził go do wygrania Arabskiego Pucharu Zdobywców Pucharów. W 1994 roku Olympique pod wodzą Balaciego został mistrzem Maroka.
W latach 1994–1996 Balaci był trenerem Al-Shabab Dubaj. Wygrał z nim mistrzostwo ZEA w 1995 roku. W sezonie 1996/1997 pracował w An-Nassr, a w sezonie 1997/1998 – w Al-Hilal. Z obydwoma tymi klubami wygrał rozgrywki Puchar Mistrzów Zatoki Perskiej (z Al-Hilal był też mistrzem kraju).
W sezonie 1998/1999 Balaci prowadził Universitateę Krajowa, a następnie klub Al-Ain FC, z którym wygrał Puchar ZEA w 1999 roku i mistrzostwo tego kraju w 2000 roku. W sezonie 2000/2001 przyczynił się do wygrania przez Al-Hilal Arabskiego Pucharu Zdobywców Pucharów. W sezonie 2001/2002 wygrał z katarskim Al-Sadd Arabską Ligę Mistrzów i Puchar Kataru. W sezonie 2002/2003 pracował w Al-Hilal (wygrał krajowy puchar), a w latach 2003–2005 – w Al-Ahli (wygrał krajowy puchar w 2004 roku). Następnie Balaci był też trenerem takich klubów jak: Al-Arabi, ponownie Al-Shabab Dubaj, Kazma SC i Raja Casablanca.